# Амерсфорт
А́мерсфорт или Амерсфоорт (нидерл. Amersfoort) — город и община в Нидерландах, в провинции Утрехт.
Население — 145 тыс. жителей (2010).

## История
Слово Амерсфорт состоит из двух частей: Amer (устаревшее название реки, ныне — река Эм) и foort (брод, на современном нидерландском — voorde). Поселение Амерсфорт впервые упоминается в грамоте императора Священной Римской империи Конрада II (1028 год). Однако несмотря на удобное географическое положение (перекрёсток водных и сухопутных дорог), на протяжении долгого времени Амерсфорт оставался незначительным поселением. Здесь даже не было собственной церкви.
Амерсфорт стал развиваться после того, как в XII веке началось активное освоение окружающих земель. Для координации этих работ утрехтскими епископами в Амерсфорте был основан административный центр (лат. curtis). Точное время создания этого центра неизвестно, однако известно, что он уже существовал в 1196 году.
В Амерсфорте разместился двор господ Амерсфорта, которые были вассалами утрехтского епископа. Размещение господского двора способствовало росту поселения, поскольку к фактору удачного расположения добавился фактор безопасности. В 1259 году Амерсфорт получил городские права.
В конце XIII века Амерсфорт был окружён каменной городской стеной, которая заменила старые земляные валы (точное время постройки этих валов неизвестно, предположительно после получения городских прав). Эта стена имела общую длину 1550 метров. Вдоль стены шли водяные рвы. Эти рвы (ныне каналы Вестсинген, Зёйдсингел, Веверссингел и Занд) сохранились до наших дней. Примечательна эта стена и «сдвоенными воротами», которые являются одновременно и сухопутным, и речным входом в городские стены.
В Средние века основными отраслями экономики Амерсфорта были пивоварение и изготовление сукна. Однако из-за конкуренции расположенного поблизости Утрехта, Амерсфорт не смог стать важным городом. Тем не менее Амерсфорт стал местным торговым центром, здесь дважды в неделю устраивался рынок (во вторник и пятницу), и несколько раз в год устраивались ярмарки.
В XVIII веке славился табачной промышленностью, от названия города, предположительно, произошло русское слово «махорка».

## Население
| Год  | Численность | Численность |
| ---- | ----------- | ----------- |
| 1815 | 8688        | [ 2 ]       |
| 1830 | 11 782      | [ 3 ]       |
| 1840 | 12 889      | [ 3 ]       |
| 1849 | 12 377      | [ 3 ]       |
| 1859 | 12 663      | [ 4 ]       |
| 1869 | 13 298      | [ 4 ]       |
| 1879 | 13 704      | [ 4 ]       |
| 1889 | 15 373      | [ 4 ]       |
| 1899 | 19 089      | [ 4 ]       |
| 1909 | 23 620      | [ 4 ]       |
| 1920 | 31 130      | [ 4 ]       |
| 1930 | 38 549      | [ 4 ]       |
| 1947 | 55 447      | [ 4 ]       |
| 1960 | 70 620      | [ 4 ]       |
| 1971 | 78 993      | [ 4 ]       |
| 1980 | 88 365      | [ 4 ]       |
| 1990 | 101 974     | [ 4 ]       |
| 2000 | 128 035     | [ 4 ]       |
| 2010 | 146 592     | [ 4 ]       |
| 2016 | 153 615     | [ 5 ]       |
| 2017 | 154 337     | [ 6 ]       |
| 2018 | 155 226     | [ 6 ]       |
| 2019 | 156 286     | [ 6 ]       |
| 2020 | 157 276     |             |
| 2021 | 157 462     | [ 1 ]       |

## Экономика
В городе расположены штаб-квартиры нескольких международных компаний:
- Golden Tulip (Golden Tulip Hospitality Group) — международный гостиничный оператор,
- Европейское подразделение Yokogawa — производитель электротехники и программного обеспечения,
- Nutreco — производитель продуктов питания и кормов для животных,
- Arcadis[англ.] — консалтинг и инжиниринг,
- DHV — консалтинг и инжиниринг.

## Известные уроженцы
- Паулюс Бор (около 1605—1669) — нидерландский художник
- Пит Мондриан (1872—1944) — нидерландский художник
- Стивен ван дер Хаген (1563—1621) — нидерландский мореплаватель, адмирал
- Крис Кремерс и Лисанн Фрон — студентки, загадочно погибшие в Панаме (2014)
- Марко ван Гинкел — нидерландский футболист
- Фемке Бол — нидерландская легкоатлетка, олимпийская чемпионка, рекордсменка мира

## Галерея

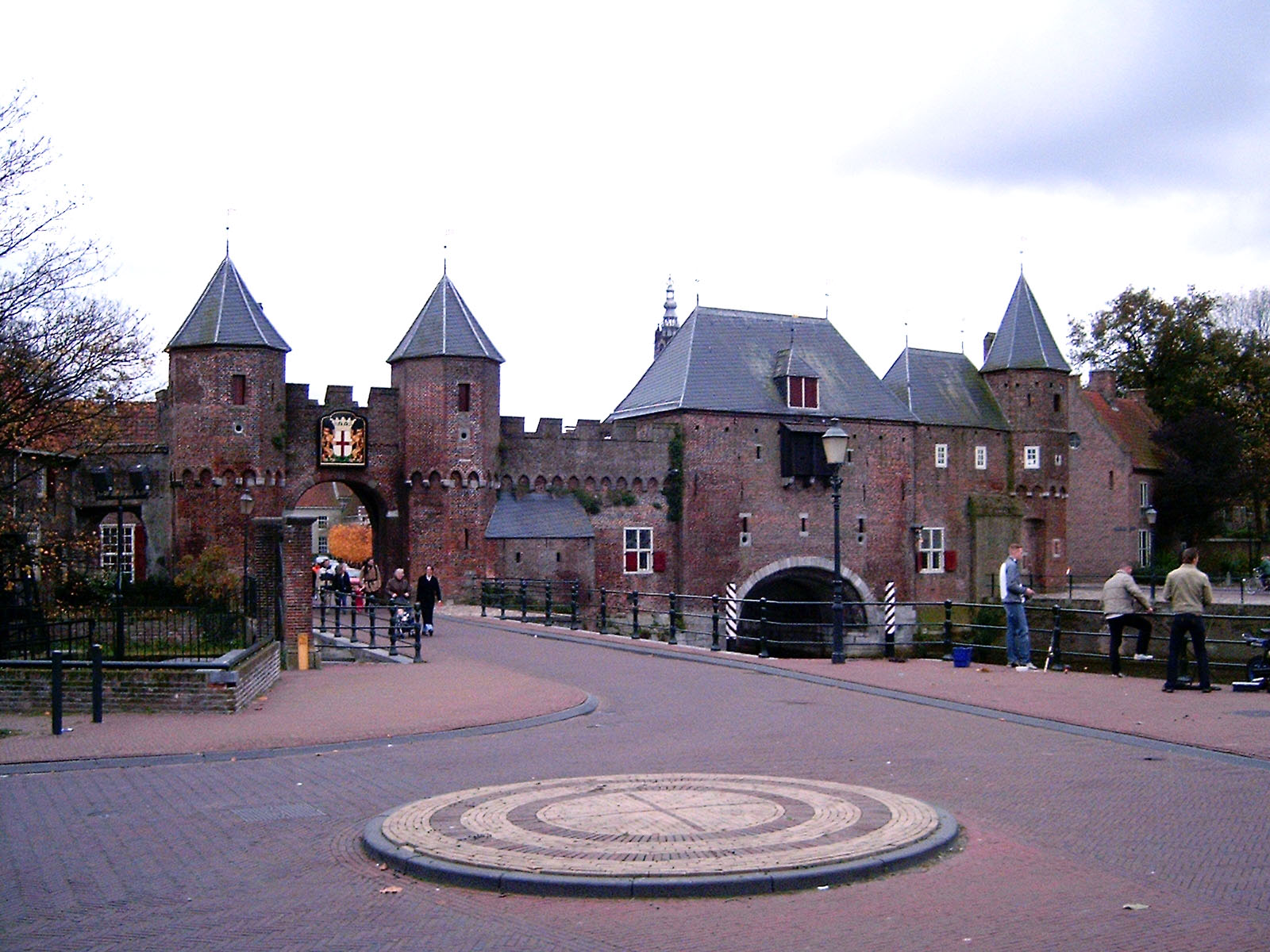
Коппельпорт
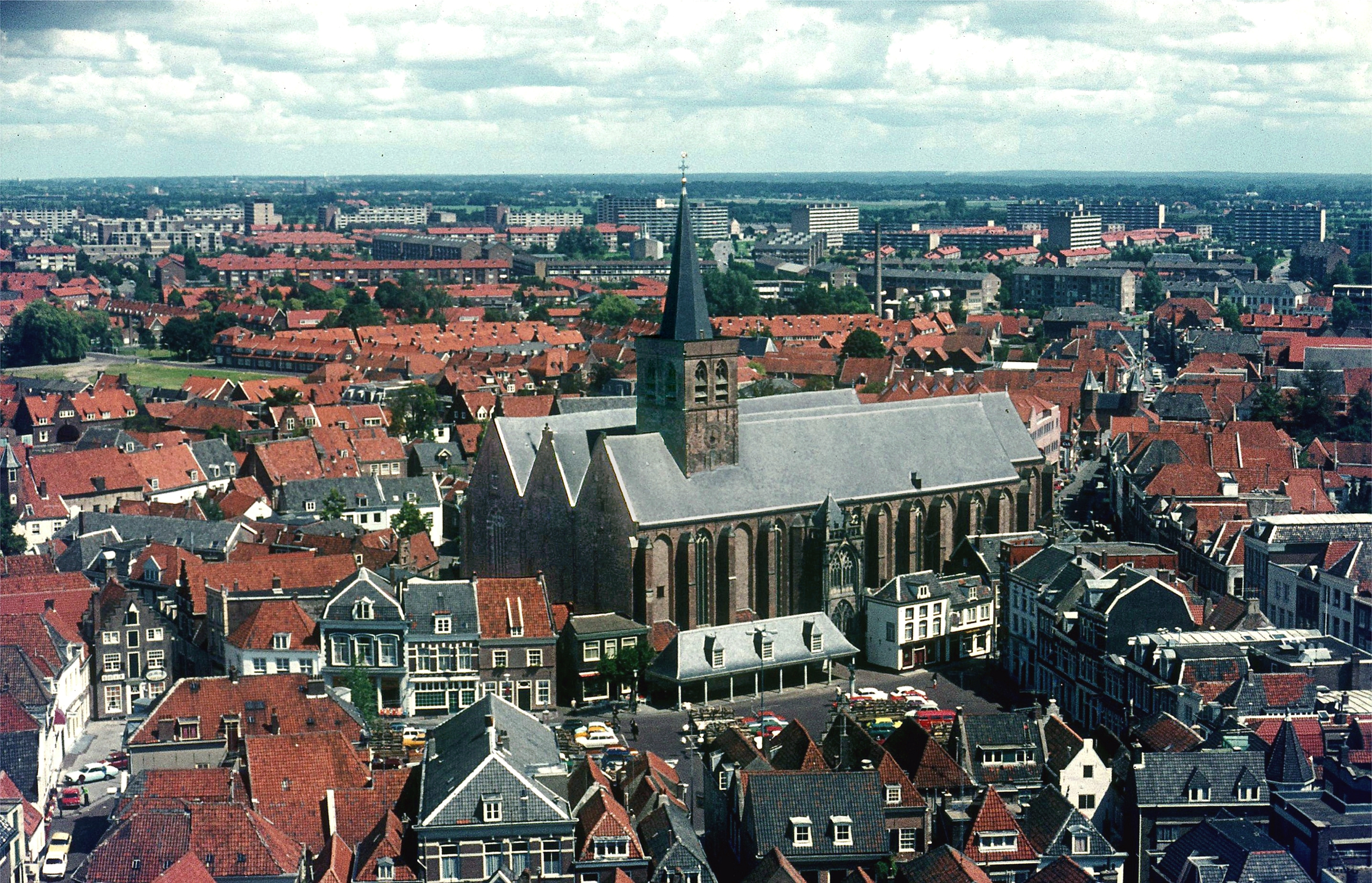
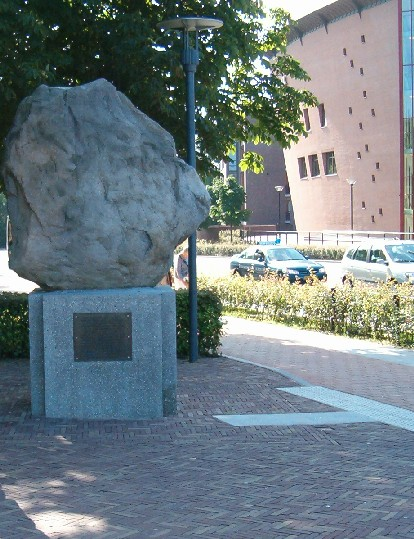

## Интересный факт
Прозвище Амерсфорта, Кейстад (город валунов), происходит от 9-тонного (19 842 фунта) валуна, который был перетащен из болот Зоста на городскую площадь в 1661 году 400 людьми из-за спора между двумя землевладельцами. Один из них поспорил с другим, что люди за пиво и угощение могут выполнить любую бессмысленную работу. Он выиграл спор и победитель выставил всем тащившим пиво и угощение. Из-за этого события соседние города стали называть жителей Амерсфорта Кейентреккером (вытаскивателем валунов). Эти насмешки смутили горожан, и они  в 1672 закопали валун. Но в 1903 году валун снова выкопали и поставили на видном месте как памятник. В болотистых Нидерландах валуны встречаются редко, поэтому их можно считать достопримечательностями.